# Ставрос Ламбрінідіс

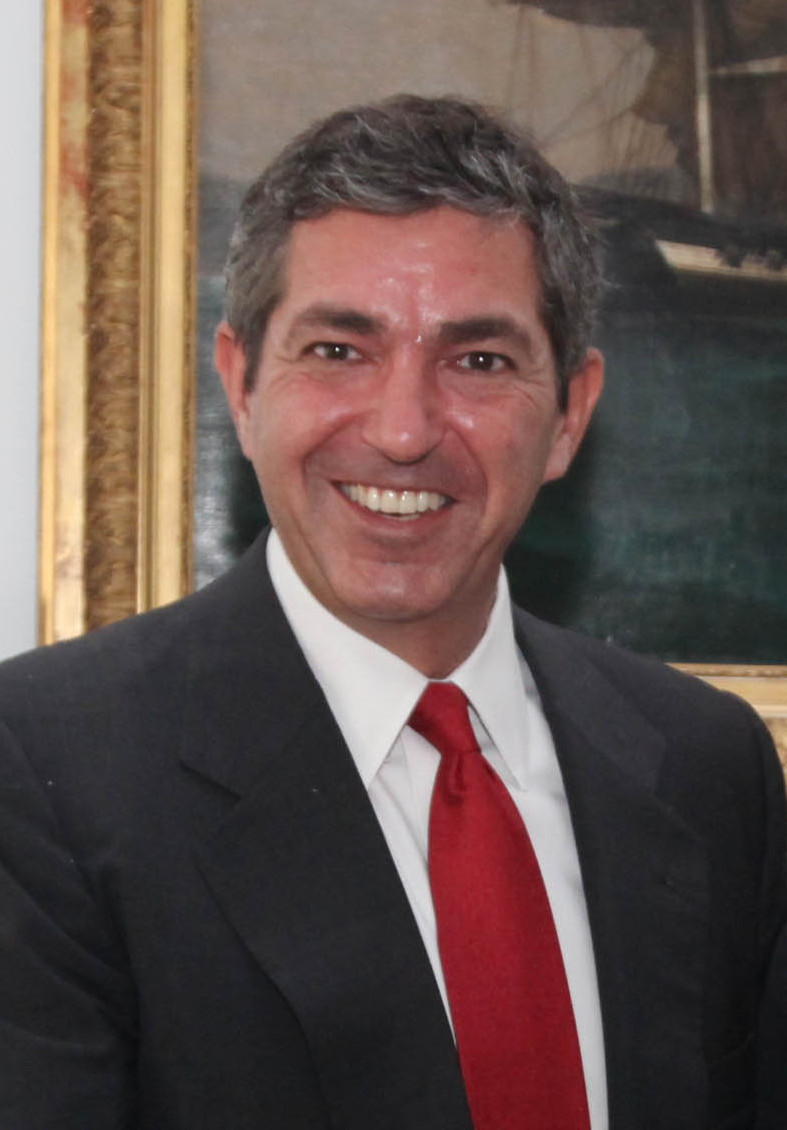
Ставрос Ламбрінідіс

Ставрос Ламбрінідіс (грец. Σταύρος Λαμπρινίδης; нар. 6 лютого 1962, Афіни) — грецький політик, член партії ПАСОК, колишній міністр закордонних справ Греції (2011).

## Біографічні відомості
1984 року закінчив Емгерстський коледж, здобувши диплом бакалавра у галузі економіки і політичних наук. 1988 року здобув докторський ступінь в Єльському університеті. З 1988 по 1993 роки працював юристом у компанії Wilmer, Culter & Pickering (Вашингтон, округ Колумбія). У цей самий період він паралельно працював головним редактором Єльського журналу міжнародного права до моменту обрання головою комітету з прав людини в Асоціації адвокатів штату Вашингтон, округ Колумбія.
В період з 1999 по 2004 роки служив Надзвичайним та повноважним послом Грецької Республіки. 2009 році обраний віце-президентом Європейського парламенту, обіймав цю посаду до 2011 року. Будучи членом Грецького парламенту, також обіймав посаду спеціального радника прем'єр-міністра країни Йоргоса Папандреу. 17 червня 2011 року призначений міністром закордонних справ Греції, замінивши на цій посаді Дімітріса Друцаса.
Після відставки Йоргоса Папандреу та формування коаліційного уряду на чолі із Лукасом Пападімосом Ламбрінідіс замінений 11 листопада 2011 року на посаді міністра закордонних справ Ставросом Дімасом.